# Katun (Chorwacja)
Katun – wieś w Chorwacji, w żupanii istryjskiej, w mieście Poreč. W 2011 roku liczyła 64 mieszkańców.